# Enguera
Enguera è un comune spagnolo di 5 191 abitanti situato nella comunità autonoma Valenciana.